# 高原天名精
高原天名精（学名：Carpesium lipskyi）为菊科天名精属的植物，是中国的特有植物。分布于中国大陆的四川、云南、甘肃、青海等地，生长于海拔2,000米至3,500米的地区，多生长在林缘以及山坡灌丛中，目前尚未由人工引种栽培。

## 别名
高山金挖耳（中国高等植物图鉴）贡布美多露米（西藏名译音）